# Pedro Freire de Carvalho
Pedro Freire de Carvalho (1868) foi um político brasileiro. Foi vice-presidente de Sergipe na administração Antônio José de Siqueira Meneses, assumindo a presidência de 29 de julho a 24 de outubro de 1914.